# Полтавський завод хімічного машинобудування
Полтавський завод хімічного машинобудування — промислове підприємство в Київському районі міста Полтава.

## Історія

### 1964—1991
21 квітня 1964 року в Полтаві було розпочато будівництво заводу, який мав стати найбільшим у СРСР підприємством із випуску великогабаритного емальованого обладнання для хімічної промисловості. 27 лютого 1967 року завод було введено в експлуатацію. Перші ємності були виготовлені в листопаді 1967 року, в 1968 завод освоїв серійне виробництво сталевих емальованих збірників ємністю 20 м ³.
У квітні 1970 року за виробничі досягнення завод було внесено до Ленінської ювілейної книги трудової слави.
У 1971 році завод став головним підприємством виробничого об'єднання «Полтава Емальхіммаш», до складу якого увійшли також Фастівський машинобудівний завод «Червоний Жовтень», а також спеціально створений у 1964 році в Полтаві науково-дослідний та конструкторсько-технологічний інститут «Емальхіммаш» (основними напрямками діяльності якого були розробка нових емалевих захисних покриттів, розробка обладнання з неметалевими захисними покриттями, конструювання хімічного обладнання та вдосконалення технологій його виробництва).
До березня 1974 року завод мав повний виробничий цикл, включаючи цех з виготовлення емалі.
Надалі, завод вперше в СРСР освоїв серійне виробництво емальованих вертикальних і горизонтальних збірників ємністю від 10 м до 50 м для харчової, хімічної, медичної, мікробіологічної та інших галузей промисловості (у тому числі першого в СРСР хімічного реактора об'ємом 50 м³).
Тільки за перші 20 років діяльності з 1967 по 1987 рік завод випустив 11350 одиниць великогабаритного емальованого обладнання обсягом від 25 до 50 кубічних метрів для хімічної, харчової, мікробіологічної та нафтової промисловості.
Станом на початок 1989 року підприємством було освоєно виробництво близько 500 видів нового (у тому числі нестандартного та унікального) обладнання. До цього часу завод був одним з провідних підприємств у галузі, все серійно випускається обладнання мало державний знак якості (при цьому 78,6 % продукції, що випускається, мали знак вищої категорії якості, а майже 61 % відповідав рівню світових зразків), продукція, що випускається, поставлялася замовникам в 100 містах СРСР, а також у Болгарії, Польщі, Румунії та низці капіталістичних держав.
На балансі підприємства знаходилися об'єкти соціальної інфраструктури: малосімейний гуртожиток на 180 сімей, два оздоровчі комплекси з саунами, база відпочинку на річці Псел.

### Після 1991
Після проголошення незалежності України, завод став єдиним виробником великогабаритного емальованого обладнання на території України.
У 1994 році завод було перетворено на відкрите акціонерне товариство.
У травні 1995 року Кабінет міністрів України ухвалив рішення про приватизацію НДІ емальхіммаш, який був включений до переліку підприємств, що підлягають приватизації протягом 1995 року.
Після зміни власників підприємства у 2004 році власниками заводу було прийнято рішення про перепрофілювання підприємства на випуск залізничних вагонів. Щоб сконцентруватися на виробництві цистерн для зріджених вуглеводневих газів (модель 1519 вагою 33 тонни), було вирішено провести технічну модернізацію виробничих потужностей, на що було витрачено 27 млн. гривень. У 2004—2005 роках завод практично не працював.
2006 року завод випустив продукції на суму 81 млн гривень. У 2007 році 95 % потужностей заводу було переведено на виробництво вагонів, в результаті у 2007 році завод суттєво збільшив обсяги виробництва та випустив 520 вагонів-цистерн чотирьох різних типів загальною вартістю 235 млн гривень. У лютому 2008 року завод освоїв виробництво вантажних вагонів для перевезення автомобілів довжиною 24 метри, до кінця березня 2008 року було випущено 8 вагонів-автомобілевозів, але економічна криза, що надалі почалася у 2008 році, ускладнила становище підприємства і у квітні 2008 року виробництво вагонів-автомобілевозів припинено. 2008 рік завод закінчив із чистим прибутком 30,113 млн гривень.
У 2009 році завод випустив 324 вагони і завершив 2009 рік зі збитками у розмірі 54,779 млн гривень.
На початку 2010 року мав місце перерозподіл акцій підприємства (компанія «Азовзагалмаш» скоротила свою частку з 65,34 % до 35,34 % акцій, а «Українська промислово-транспортна компанія» збільшила свій пакет акцій з 21,6 % до 31,11 % Акцій).
У 2010 році завод випустив 763 вагони і закінчив 2010 рік зі збитками в розмірі 12,614 млн гривень.
2011 рік завод завершив із чистим прибутком 92,84 млн гривень
Станом на початок 2014 року завод входив до переліку провідних промислових підприємств Полтави. У січні-вересні 2014 року завод не виготовляв вагони-цистерни через відсутність замовлень на продукцію підприємства.